# Veit Ludwig von Seckendorff

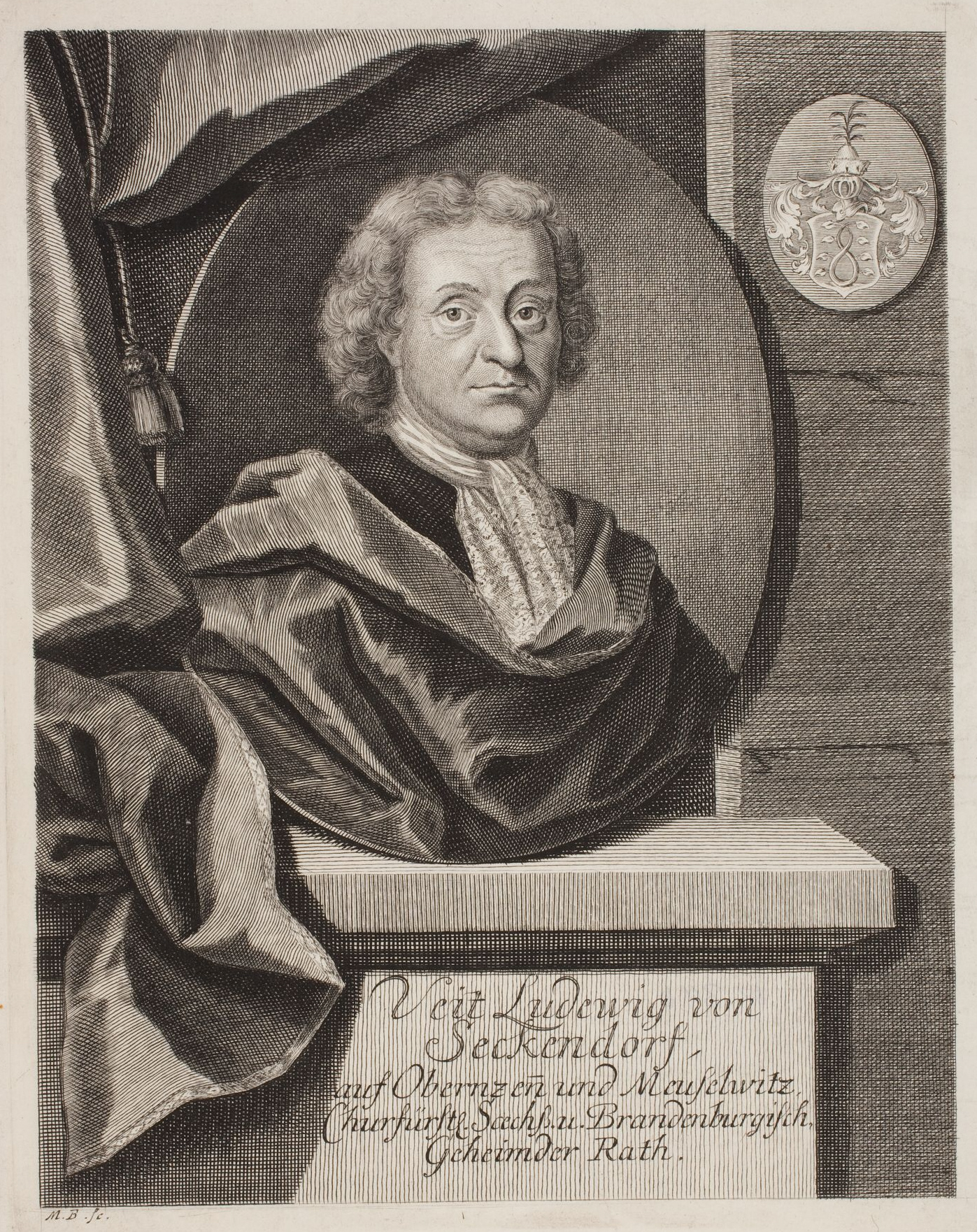
Veit Ludwig von Seckendorff, kopparstick av Martin Bernigeroth.

Veit Ludwig von Seckendorff, född den 20 december 1626 i Herzogenaurach nära Erlangen, död den 18 december 1692 i Halle, var en tysk statsman och lärd. Han var son till Joachim Ludwig von Seckendorff och farbror till Friedrich Heinrich von Seckendorff.
von Seckendorffs far var överste i svensk tjänst och avrättades 1642 som misstänkt för förräderi för hans kontakter med kejsaren. Sonen trädde 1645 i hertig Ernst den frommes av Sachsen-Gotha tjänst, blev 1652 hov- och justitieråd, 1656 president i domstolen i Jena och 1664 kansler, men blev sistnämnda år kansler hos hertig Moritz av Sachsen-Zeitz. År 1692 kallades von Seckendorff av kurfursten av Brandenburg till kansler för universitetet i Halle. Bland hans skrifter märks Der deutsche Fürstenstaat (1655), Der Christenstaat (1685), Commentarius historicus et apologeticus de lutheranismo (3 band, 1692, riktad mot Maimbourgs Histoire du luthéranisme). Hans biografi skrevs av Daniel Gottfried Schreber (1733).